# Mobilfria dagen
Mobilfria dagen är en temadag som hålls den 1 juni varje år sedan 2002 på initiativ av Mossenmarkska ljudfonden. Då uppmanas alla mobiltelefonägare att stänga av sina telefoner för att låta tystnaden råda. Uppmaningen ska bidraga till en ökad ljudmedvetenhet och aktsamhet om den gemensamma ljudmiljön och erbjuda en dag till ljudvila för såväl användare som ofrivilliga lyssnare.